# Dachstein-Rieseneishöhle
Dachstein-Rieseneishöhle är en grotta i Österrike. Den ligger i distriktet Gmunden och förbundslandet Oberösterreich, i den centrala delen av landet.
Den högsta punkten i närheten är Krippenstein, 2 108 meter över havet, sydväst om Dachstein-Rieseneishöhle. Närmaste större samhälle är Obertraun, nordväst om Dachstein-Rieseneishöhle.
Trakten runt Dachstein-Rieseneishöhle består i huvudsak av gräsmarker. Runt Dachstein-Rieseneishöhle är det ganska glesbefolkat, med 25 invånare per kvadratkilometer.